# Szerkesztéstan
A szerkesztéstan az irodalomtudomány egyik részterülete, amely az írásművek elméletének általános részeivel foglalkozik, szemben a kifejezetten a költői, illetve a prózai műfajok törvényszerűségeit kutató költészettannal és a prózai írásművek elméletével.
A szerkesztéstan a hagyományos irodalomelméleti besorolásban a következő kérdéseket vizsgálja:
- Az írásmű fogalma. A közérdekű közölnivaló jellemzői, szóbeli vagy nyomtatott formája.
- Az írásmű tárgya és címe. A lelki kényszer hatása, a tárgy készen kapott vagy választott volta, a címek fajtái.
- Az írásmű alapeszméje. Az alapgondolat (gör. téma) fontossága, vagy hiánya (nagy rendszerező tudományos művek).
- Az írásmű tartalma. A gondolatgyűjtés (lat. invenció) forrásai (ismeretek, érzelmek, képzelet), helyük és fontosságuk a különböző típusú írásművekben.
- Az írásmű szerkezete. Az egység, a haladás, a kapcsolatosság, a tagoltság, az arányosság, a teljesség fogalmai.
- Az előadás módja. A mű formája (leírás, közlés, értekezés, szónoklat, levél), alakja (folytonos, beszéltető).
- Az írásmű kidolgozása (lat. elokució). A szűkebb értelemben vett fogalmazáshoz szükséges tényezők (akarat, ihlet) szerepe.

## Magyar nyelvű kézikönyvek
- Góbi Imre: Szerkesztéstan. A stilisztika második része, Budapest, 1887. (2. kiadás. Budapest, 1893 → korabeli kritika.)
- Koltai Virgil: Stilisztika. I. rész Irálytan, II. Szerkesztéstan, Budapest 1883–1884.
- Négyesy László. Szerkesztéstan, Budapest, é. n.
- Novák Sándor: Irály- és szerkesztéstan, Budapest, é. n. (5. kiadás: 1902)
- Pintér Kálmán: Magyar stilistika. I. Irálytan. II. Szerkesztéstan, Budapest, 1892–1893

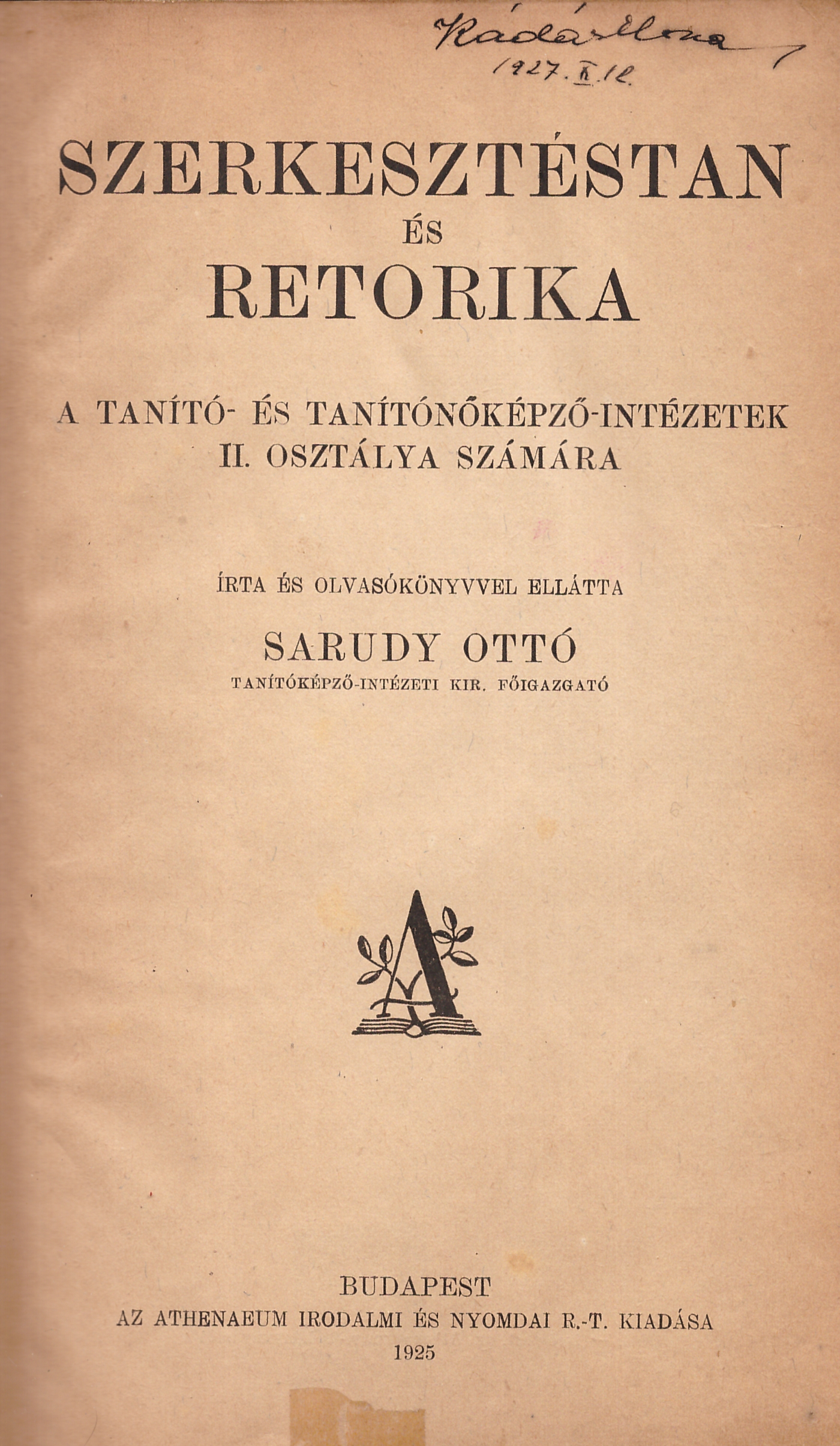
Sarudy Ottó (1872-1931): Szerkesztéstan és retorika (1925)

- Sarudy Ottó: Szerkesztéstan és retorika, Budapest, Athenaeum Irodalmi és Nyomdai Rt., 1925
- Szántó Kálmán: Szerkesztéstan. A stilisztika második része, Budapest, 1895